# Detlef Schwefel
Detlef Schwefel (* 21. Juni 1942 in Berlin) ist ein deutscher Sozialwissenschaftler mit den Schwerpunkten Gesundheitssystemforschung und Entwicklungssoziologie.

## Leben und Werk
Detlef Schwefel studierte 1963–1968 Soziologie und Psychologie an der Freien Universität Berlin. Er promovierte 1973 über Sozialplanung in Entwicklungsländern an der Universität Bremen. Nach seiner Habilitation 1979 wurde er 1986 außerplanmäßiger Professor für Soziologie an der FU Berlin.
Detlef Schwefel begann seine wissenschaftliche Tätigkeit mit sozialwissenschaftlichen Studien in Ecuador und Chile. Danach war er seit 1970 wissenschaftlich und beratend tätig im Deutschen Institut für Entwicklungspolitik (Berlin). Dort entwickelte er Methoden zur Ermittlung der sozialen Auswirkungen von Projekten, Investitionen und Technologien und zur Analyse des Gesundheitssektors in Entwicklungsländern. Seine Habilitationsschrift resümierte seine Forschungsergebnisse und verknüpfte das Thema Grundbedürfnisse und Entwicklungspolitik mit der sozialwissenschaftlichen Gesundheitsforschung in Deutschland und Europa.
Diesem Thema widmete er sich von 1976 bis 1989 beim Zentralinstitut für die kassenärztliche Versorgung (Köln) und im Institut für Medizinische Informatik und Systemforschung der GSF (Gesellschaft für Strahlenforschung, späteres GSF-Forschungszentrum für Umwelt und Gesundheit, heute Helmholtz Zentrum München). Dort gründete und leitete er für die Weltgesundheitsorganisation (WHO) das erste europäische WHO-Kollaborationszentrum für Gesundheitsplanung und Gesundheitsökonomie. Auf der Grundlage seiner Forschungen über Gesundheitssysteme, Gesundheitsberichte und über den Zusammenhang zwischen Wirtschaft und Gesundheit beriet er auch den Europarat über Arbeitslosigkeit und Gesundheit und die Europäische Gemeinschaft über Gesundheitssystemforschung und leitete für sie international vergleichende Studien, z. B. über ökonomische Aspekte von HIV/AIDS.
Danach widmete er sich dem praktischen Gesundheitssystemmanagement und der wissenschaftlichen Politikberatung in Asien und Lateinamerika, vor allem auf den Philippinen und in Guatemala. Seit 2003 engagiert er sich auch in arabischen Ländern, speziell in Syrien und Jemen. Sein spezielles Interesse gilt nunmehr der Finanzierung der Gesundheit und der sozialen Sicherung sowie dem Verhältnis von Gesundheit, Globalisierung und Gerechtigkeit.
Detlef Schwefel lehrte an der Freien Universität Berlin, University of the Philippines in Manila, Boston University und Centre for Strategic Health Studies in Damaskus. Er wurde zu wissenschaftlichen Vorträgen über seine Fachgebiete in mehr als 30 Länder der Welt eingeladen. Über 18 Jahre seines Lebens lebte, forschte und beriet er in bisher 36 Entwicklungsländern.

## Werke
- Beiträge zur Sozialplanung in Entwicklungsländern. Indikatoren der sozialen Gerechtigkeit. Methode zur Analyse des Gesundheitssektors. Bruno-Hessling-Verlag, Berlin 1972, ISBN 3-7769-0129-2.
- Organización de servicios descentralizados de sanidad pública en América Latina. Fundación Alemana para el Desarrollo Internacional, Berlin 1972 (Mitherausgeber. und Hauptautor) (auch in Deutsch veröffentlicht).
- Beiträge zur sozioökonomischen Beurteilung von Investitionsvorhaben. Veröffentlichungen aus dem Arbeitsbereich der Kreditanstalt für Wiederaufbau No. 16/75, Frankfurt 1975 (auch in Englisch veröffentlicht).
- Grundbedürfnisse und Entwicklungspolitik. (Schriftenreihe des Bundesministeriums für wirtschaftliche Zusammenarbeit). Nomos Verlag, Baden-Baden 1978, ISBN 3-7890-0410-3. (auch in Englisch veröffentlicht).
- Bedarf und Planung im Gesundheitswesen. Eine internationale Aufsatzsammlung. Deutscher Ärzte-Verlag, Köln 1978, ISBN 3-7691-8002-X. (Erstherausgeber und Autor).
- Diagnosen in der ambulanten Versorgung. Eine Expertenumfrage in der Bundesrepublik Deutschland. Deutscher Ärzte-Verlag, Köln 1978, ISBN 3-7691-8017-8. (Mitherausgeber. und Autor)
- From cost containment to effect-assessment. In: World Health Forum. Vol. 6 (1), 1985, S. 17–19 (auch in Arabisch, Chinesisch, Französisch, Russisch, Spanisch).
- Unemployment, health and health services in German-speaking countries. In: Social Science and Medicine. Vol. 22 (4), 1986, S. 409–430.
- Der Bayern-Vertrag. Evaluation einer Kostendämpfungspolitik im Gesundheitswesen. Springer-Verlag, Berlin 1986, ISBN 3-540-17076-6. (Ersherausgeber. und Autor)
- Fernmeldewesen und Entwicklung. Zur sozialen und wirtschaftlichen Bewertung von Fernmeldeprojekten in der Dritten Welt.Weltforum-Verlag, Köln 1986, ISBN 3-8039-0330-0. (auch in Englisch veröffentlicht)
- Remarks on the social meaning of savings of the poor. In: Development. No. 2/3, 1987, S. 142–144. (Erstautor)
- Unemployment, social vulnerability, and health in Europe. Springer-Verlag, Berlin 1987, ISBN 3-540-17867-8. (Erstherausgeber und Autor)
- Soziale Wirkungen von Projekten in der Dritten Welt. Nomos-Verlag, Baden-Baden 1987, ISBN 3-7890-1330-7 (Hrsg. und Autor).
- Effects of long-term unemployment on health. Council of Europe, Strassburg 1987, ISBN 92-871-0997-4. (Erstautor) (auch in Französisch veröffentlicht).
- Diagnosenstruktur in der ambulanten Versorgung. Explorative Auswertungen. Springer-Verlag, Berlin 1987, ISBN 3-540-16999-7 (Koautor)
- Costs and effects of managing chronic psychotic patients. Springer-Verlag, Berlin 1988, ISBN 3-540-18867-3. (Erstherausgeber und Autor)
- The Product-Path-Analysis. A method of socioeconomic project appraisal. In: Canadian Journal of Development. Vol. 10 (2), 1989, S. 211–223.
- Solar cookers in the Third World. Evaluation of the prerequisites, prospects and impacts of an innovative technology. Vieweg Verlag, Braunschweig 1990, ISBN 3-528-02056-3 (Koautor) (auch in Deutsch veröffentlicht).
- Economic aspects of AIDS and HIV infection. Springer-Verlag, Berlin 1990, ISBN 3-540-52135-6. (Erstherausgeber und Autor)
- Aufbau einer Gesundheitsberichterstattung. Bestandsaufnahme und Konzeptvorschlag. Band I. Asgard Verlag, Sankt Augustin 1990, ISBN 3-537-78701-4. (Mithrsg. und Autor)
- Winners show the way to good management in health care. In: World Health Forum. Vol. 15, Number 4, 1994, S. 348–352. (Hauptautor)
- HAMIS. A health and management information system for the Philippines. HAMIS at the Department of Health; Occasional Papers No. 11, Manila 1995. (Erstautor)
- Family health management in the Philippines. A household survey on health, health behavior and health expenditure. HAMIS at the Department of Health, Occasional Paper No. 16, Manila 1997. (Erstherausgeber)
- Grundbedürfnisbefriedigung durch Entwicklungspolitik? Sisyphos und der Großinquisitor als entwicklungspolitische Leitbilder. In: Manfred Schulz (Hrsg.): Entwicklung – Perspektiven der Entwicklungssoziologie. Westdeutscher Verlag, Opladen 1997, S. 331–355.
- ¿Cómo curarnos con plantas medicinales? Folleto de atención familiar. Editorial Cholsamaj, Guatemala 2000. (Mitherausgeber)
- Gesundheit, Entwicklung und Globalisierung. Orientierungen und Empfehlungen für die internationale Zusammenarbeit. Gemeinsames Memorandum: Deutsche Gesellschaft für Technische Zusammenarbeit (GTZ), Deutsche Gesellschaft für Tropenmedizin und internationale Gesundheit (DTG), KfW-Entwicklungsbank, Deutsche Gesellschaft für Public Health (DGPH), Deutscher Verband für Gesundheitswissenschaften und Public Health (DVGPH), Eschborn 2003. (auch in English und Spanisch veröffentlicht) (Erstautor)
- Towards a national health insurance system in Yemen. Part 1: Background and assessments. Part 2: Options and recommendations. Part 3: Documents and materials. Republic of Yemen, German Development Cooperation, World Health Organization, International Labour Office, World Bank, Sana’a 2005. (Teil 1 und 2 auch in Arabisch veröffentlicht) (Hauptautor)
- Gesundheit als Menschenrecht und Produktivkraft. Thesen und Beispiele zum entwicklungspolitischen Beitrag der Gesundheit in der technischen Zusammenarbeit der GTZ. Deutsche Gesellschaft für Technische Zusammenarbeit, Eschborn 2005. (Erstherausgeber und Autor)
- Gerechtigkeit und Gesundheit. In: Razum, Oliver et alii (Hrsg.): Globalisierung – Gerechtigkeit – Gesundheit. Eine international vergleichende Einführung in Public Health. Hans Huber Verlag, Bern 2006, S. 65–78.
- Nine case-studies on health benefit and insurance schemes, private health care providers and household health expenditure in Syria. Ministry of Health, Health Sector Modernisation Programme funded by European Union, Damaskus 2007. (Erstherausgeber) (auch in Arabisch veröffentlicht)
- National health accounts 2006 for Syria. Ministry of Health, Health Sector Modernisation Programme funded by European Union, Damaskus 2008 (Erstautor) (auch in Arabisch veröffentlicht).
- Towards a national health insurance system in Syria. Documents, materials and excerpts from short-term consultancy reports of Detlef Schwefel. 2003–2008, Ministry of Health, Health Sector Modernisation Programme funded by the European Union, Berlin 2008.
- A knowledge collage on social health protection in Nepal. Web-publication for German Development Cooperation Nepal, Berlin 2009. (Hrsg.)
- Federalism and the health system in Nepal. Ministry of Health and Population with German Development Cooperation, Kathmandu 2011.

## Referenzen
- Schriftenverzeichnis mit Hyperlinks zum Download  (PDF; 254 kB): Bücher, Buchbeiträge, Artikel in Fach- und sonstigen Zeitschriften, Berichte über Auslandstätigkeiten.
- Verzeichnis der Auslandstätigkeiten und ihrer Auftraggeber
- Lebenslauf mit Angabe von Referenzpersonen  (PDF; 133 kB)
- Freie Universität Berlin (2007)
- Sekundärliteratur und Zitierungen (2011)
- Syrien (2011) Webseite des Centre for Strategic Health Studies in Damaskus
- Syrien (2007) Webseite des Gesundheitsministeriums über Beratung zur Modernisierung des Gesundheitswesens
- Syrien (2003–2007) Webseite des Gesundheitsministeriums mit Abstracts von 14 Beratungsberichten zur Modernisierung des Gesundheitswesens  (resources, library, R6)
- Syrien (2003) Webseite des Gesundheitsministeriums mit Gründungsskizze für Centre for Strategic Health Studies
- Jemen (2005) Webseite der Weltgesundheitsorganisation über Studie zur sozialen Krankenversicherung in English und Arabisch
- EXPO (2000) Weltkongress Medicine meets Millennium